# Liste des bourgmestres de Woluwe-Saint-Pierre

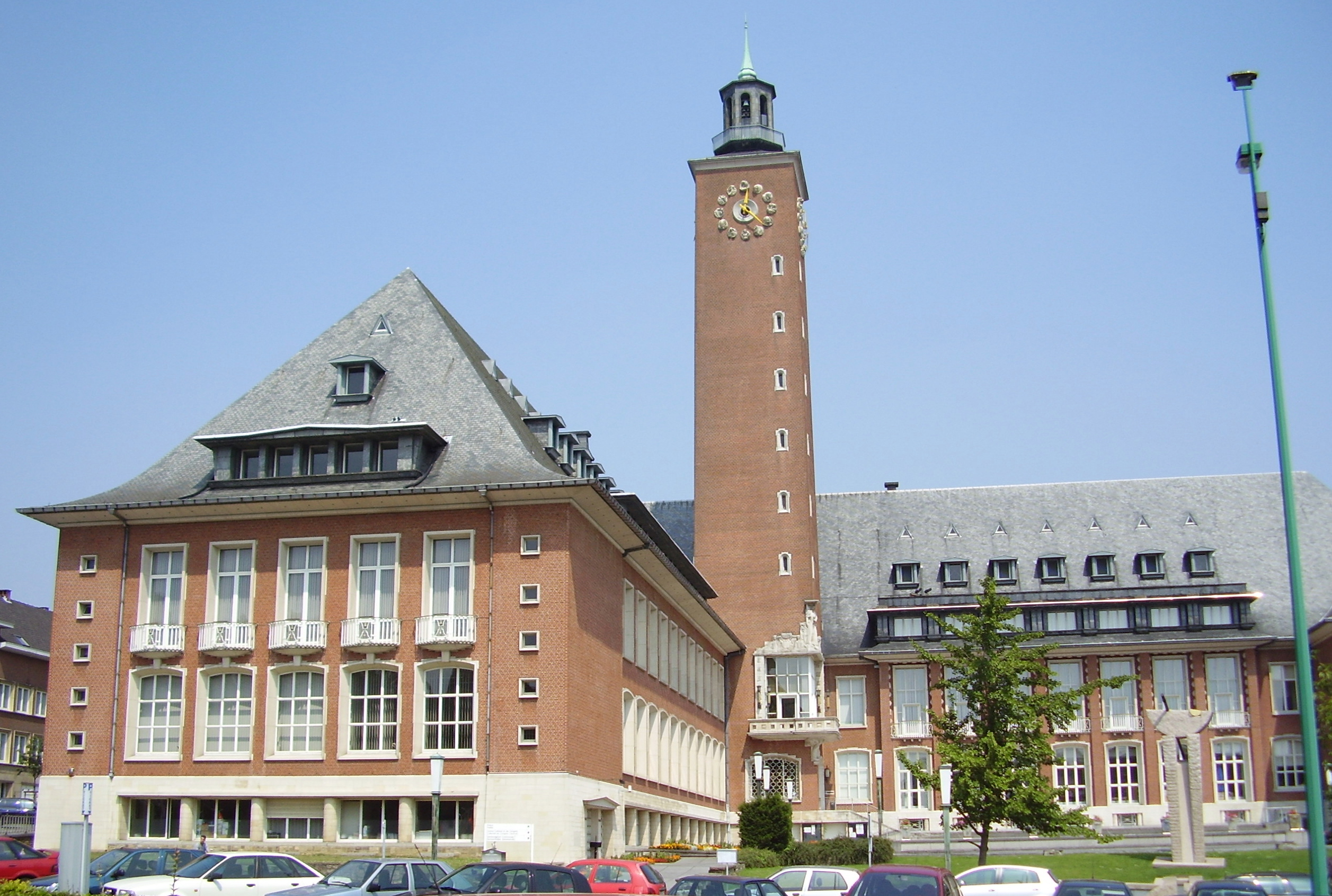
La maison communale de W-S-P.

Ci-dessous, la liste des bourgmestres de Woluwe-Saint-Pierre de 1800 à nos jours.

## Sous le régime français
| de/du         | à/au            | nom                                   | né | décédé |
| ------------- | --------------- | ------------------------------------- | -- | ------ |
| 1800          | 1802            | Marc Fabry                            |    |        |
| 1802          | 28 mars 1807    | Jean-Baptiste Masseaux                |    |        |
| 28 mars 1807  | 16 avril 1807   | Pierre Vanhamme                       |    |        |
| 22 avril 1807 | 19 janvier 1814 | Adolphe Walter de Thiennes de Lombise |    |        |

## Sous le royaume uni des Pays-Bas
| du          | au                | nom                  | né | décédé |
| ----------- | ----------------- | -------------------- | -- | ------ |
| 14 mai 1814 | 18 septembre 1830 | Henri Van Keerbergen |    |        |

## Depuis l'indépendancede laBelgique
| du                | au               | nom                     | parti                 | né(e)            | décédé(e)        |
| ----------------- | ---------------- | ----------------------- | --------------------- | ---------------- | ---------------- |
| 18 septembre 1830 | 21 juillet 1846  | Jean-François Coosemans |                       |                  |                  |
| 21 juillet 1846   | 31 décembre 1863 | Eugène de Waha          |                       |                  |                  |
| 6 janvier 1864    | 9 septembre 1874 | Jean-Baptiste Dumoulin  |                       |                  | 9 septembre 1874 |
| septembre 1874    | 23 octobre 1889  | Charles Thielemans      |                       | 7 juillet 1829   | 24 octobre 1890  |
| février 1891      | 27 février 1904  | Jean Lepage             |                       |                  | 20 octobre 1906  |
| 27 février 1904   | 27 février 1947  | Joseph Thielemans       |                       | 29 octobre 1865  | 6 avril 1952     |
| 1er mars 1947     | 21 janvier 1971  | Jean-Marie Evrard       | PLP                   | 4 novembre 1911  | 12 octobre 2004  |
| 21 janvier 1971   | 8 mai 1981       | François Persoons       | FDF                   | 28 mai 1925      | 8 mai 1981       |
| 11 août 1981      | 1er février 1982 | Jenny Marchandise       | FDF                   |                  |                  |
| 15 mars 1982      | 22 août 1983     | Roland Gillet           | FDF                   | 23 novembre 1920 | 8 juillet 2008   |
| 22 août 1983      | 20 février 2007  | Jacques Vandenhaute     | MR                    | 3 septembre 1931 | 27 décembre 2014 |
| 15 avril 2008     | 8 mars 2013      | Willem Draps            | MR                    | 3 mai 1952       |                  |
| 8 mars 2013       | ...              | Benoît Cerexhe          | cdH, puis Les Engagés | 18 juin 1961     |                  |